# Autoba cocciphaga
Autoba cocciphaga là một loài bướm đêm trong họ Erebidae.